# ミャステチコ (行政区画)
ミャステチコ（ポーランド語: miasteczko。他言語名：チェコ語: městysまたはměstečko、ロシア語: Местечко、ベラルーシ語: мястэчка、ウクライナ語: мiстечко、リトアニア語: miestelis、ラトビア語: miests）は居住地の一形態を指す歴史的な用語、また行政区分名である。歴史的にはポーランド・リトアニア共和国で用いられた用語であり、現在でいえばポーランド、リトアニア、ラトビア、ベラルーシ、ウクライナ、ロシア西部等にミャステチコが存在した。なお、同領域内において、現在でもこの名称をもって区分される行政区がある。

## 歴史
ミャステチコは15 - 16世紀のポーランドで出現した。ミャステチコは都市・市（ポーランド語: Miasto / ミャスト）と同様のインフラ設備や商工業者層（都市民）を有するが、その規模、また面積や人口において都市より小さな居住区を指した。また、都市との最も大きな相違点はマクデブルク法が施行されていないという点であり、従って市議会(ru)や市章などを有する居住地ではなかった。ただし発展とともに市に昇格するものもあった。たとえばウラ(ru)は1577年に市に昇格し、マグデブルク法と市章が施行されている。

## ロシアでの用法
- 注）ロシア語: Местечкоに従い、本節ではメステチコの表記を用いる。

ロシアにおいては、帝政ロシア期にポーランド分割によって、ポーランド・リトアニア共和国領を接収したことで、メステチコを国内に含有するようになった。19世紀にはメステチコは法的にも正式な行政区画名として使用された。メステチコの住人は中産階級（メシチャンストヴォ(ru)）とみなされており、1866年には人頭税を免除され、代わりに不動産税を課されるようになった。これは都市民、ポサード民と同様の扱いだった。
また、1882年にはユダヤ人がセロやデレヴニャ（行政区画・居住区の一形態。村落。）で不動産の賃貸を禁止する法令を出し、メステチコにおいてのみ許可した。ただしこの法令は後に緩和され、1903年には101のセロで禁止が解かれた。また、その後も禁止解除の対象となるセロは増加した。
現ロシアにおいては、ごくわずかであるが行政区画としてメステチコに分類される地域がある。これらのメステチコは基本的にポショーロクより規模が小さい。例えばレニングラード州では2008年の段階で14のメステチコが、モスクワ州では2006年の段階で7のメステチコが存在している。